# 윤선우
윤선우(본명: 윤민수, 1985년 9월 7일 ~ )는 대한민국의 배우이다.

## 학력
- 경기대학교 평생교육원 (연기학부 / 학사)

## 연기 활동

### 드라마
- 2003년 EBS1 어린이 드라마 《환경전사 젠타포스》 ... 현풍 / 젠타윈드 역
- 2006년 MBC 베스트극장 《폭로》 ... 지성원 역
- 2010년 OCN 금요 오리지널 드라마 《신의 퀴즈》 ... 준형 역 (8회 : 마지막 선물)
- 2011년 KBS2 월화 미니시리즈 《강력반》 ... 이영준 역
- 2014년 KBS2 드라마스페셜 《예쁘다 오만복》 ... 준 역
- 2014년 ~ 2015년 KBS2 TV소설 《일편단심 민들레》 ... 신태오 역
- 2016년 SBS 월화 특별기획 드라마 《달의 연인 - 보보경심 려》 ... 9황자 왕원 역
- 2017년 SBS 드라마스페셜 《다시 만난 세계》 ... 성영준 역
- 2018년 SBS 월화 미니시리즈 《서른이지만 열일곱입니다》 ... 김형태 역
- 2019년 KBS2 수목 미니시리즈 《왜그래 풍상씨》 ... 유흥만 역
- 2019년 KBS1 저녁 일일연속극 《여름아 부탁해》 ... 주상원 역
- 2019년 SBS 금토드라마 《스토브리그》 ... 백영수 역
- 2020년 JTBC 금토드라마 《부부의 세계》 ... 도서관 남 역 (최종회 특별출연)
- 2020년 KBS2 월화 미니시리즈 《그놈이 그놈이다》 ... 현주의 전 남자친구 (특별출연)
- 2020년 tvN 월화 미니시리즈 《낮과 밤》
- 2022년 ENA 수목 미니시리즈 《굿잡》 ... 강태준 역
- 2023년 MBC 저녁 일일연속극 《세 번째 결혼》 ... 왕요한 역
- 2026년 KBS2 일일드라마 《비밀의 며느리》

### 연극
- 2025년 연극 《나의 아저씨》

### 영화
- 2003년 《써클》 ... 어린 단연 역
- 2013년 천만관객 《7번방의 선물》 ... 모의법정 검사 역
- 2016년 《일어서는 인간》 ... 민규 역

### 광고
- 2021년 현대자동차 그랜저 (with 김성철)

## 수상 및 후보
| 연도   | 시상식       | 부문                        | 작품          | 결과 |
| ------ | ------------ | --------------------------- | ------------- | ---- |
| 2019년 | KBS 연기대상 | 일일드라마 부문 남자 우수상 | 여름아 부탁해 | 후보 |
| 2020년 | SBS 연기대상 | 팀 부문 조연상              | 스토브리그    | 수상 |